# Europäische Sprotte
Die Europäische Sprotte (Sprattus sprattus), auch Sprott, Brisling oder Breitling genannt, ist eine schwarmbildende Art der Heringe (Clupeidae) mit silberner Haut und blaugrauem Rücken.

## Merkmale
Die Europäische Sprotte besitzt einen lang gestreckten und spindelförmigen Körper, der eine Gesamtlänge von etwa 16 Zentimeter erreicht. Der Rücken der Fische ist blau bis blaugrau, die Seiten und der Bauch sind silbrig gefärbt.
Die Schwanzflosse ist deutlich gegabelt und die Rückenflosse setzt über oder leicht hinter den Brustflossen an. Sie hat 15 bis 19, die Afterflosse 17 bis 22, die Bauchflosse 15 bis 17 und die Brustflossen jeweils 6 bis 8 Flossenstrahlen. Das Maul ist auffallend oberständig.

## Verbreitung
Das Verbreitungsgebiet der Europäischen Sprotte reicht im Atlantik von Skandinavien bis Marokko und schließt die Ost- und Nordsee sowie das Mittelmeer und das Schwarze Meer ein. In der Ostsee existiert mit der Ostseesprotte (S. s. balticus) eine eigene Unterart, die als einzige von der Nominatform unterschieden wird und auch im Brackwasser vorkommt.

## Lebensweise
Europäische Sprotten bilden wie andere Heringe auch große Schwärme, die sich im Pelagial des Meeres aufhalten. Dabei befinden sich die Schwärme tagsüber meistens in Tiefen von etwa 150 Metern und steigen erst bei Dunkelheit in das Oberflächenwasser auf. Die ausgewachsenen Fische ernähren sich vor allem von Zooplankton, während die Jungfische vor allem Kieselalgen als Nahrung nutzen.
Die Laichgebiete der Sprotten liegen in den Küstenzonen, wobei die Schwärme häufig lange Wanderungen zwischen den Weidegründen und den Laichplätzen überbrücken. Jeder Rogner (die weiblichen, eitragenden Fische) gibt beim Laichen 6000 bis 14.000 Eier in einer Tiefe von etwa 10 bis 20 Metern ab. Der Laich schwebt im Wasser und wird von den Milchnern befruchtet, nach etwa einer Woche schlüpfen die etwa vier Millimeter langen Fischlarven. Nach etwa zwei Jahren erreichen die Fische die Geschlechtsreife, die maximale Lebensdauer beträgt etwa sechs Jahre.

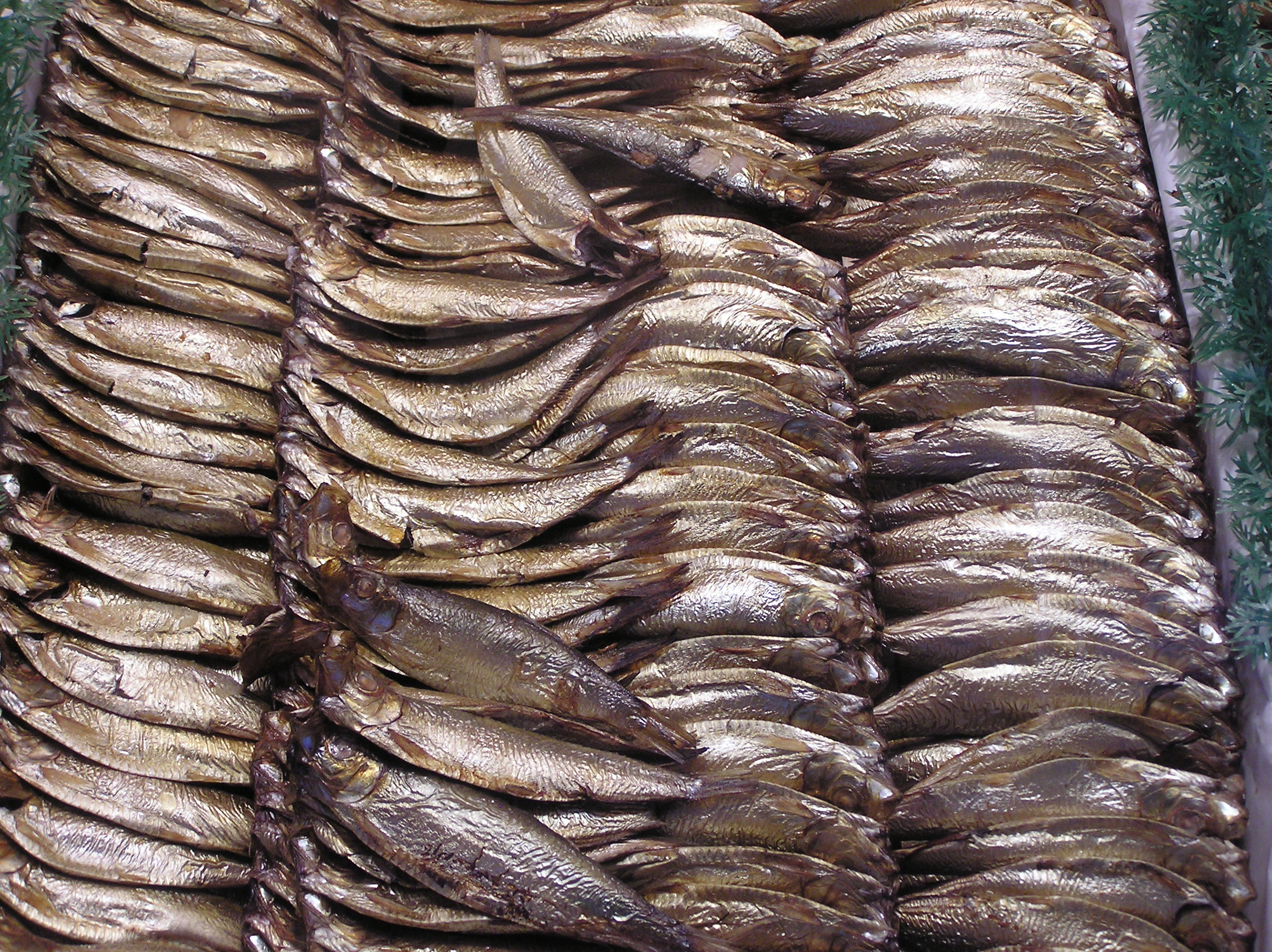
Kieler Sprotten

## Sprotten als Speisefisch
Die fettreichen Sprotten gehören zu den wichtigen europäischen Nutzfischen. Sehr bekannt sind die geräucherten Kieler Sprotten und im baltischen Raum, eingelegt als Revaler Killo. Gesalzen kommen Sprotten der Unterart Sprattus sprattus balticus als (unechte) Anchovis auf den Markt. Eine typische Zubereitungsart ist, die in Mehl gewälzten Sprotten reihenweise aufgespießt zu backen.